# Ferrovia Grignasco-Coggiola
La ferrovia Grignasco-Coggiola, nota anche come ferrovia della Val Sessera, era una linea ferroviaria lunga 14 km, che attraversava il fiume Sesia per giungere in Val Sessera. Inaugurata nel 1908, venne soppressa nel 1935.

## Storia

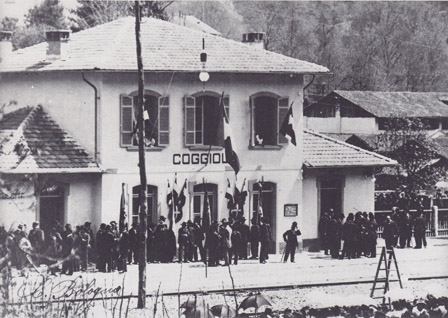
La stazione di Coggiola nel giorno dell'inaugurazione

La linea, richiesta sin dal 1883 dalle popolazioni e dagli imprenditori della Val Sessera e della Val Ponzone, dopo un rifiuto da parte della Società Anonima dei Tramways Vercellesi di realizzare una diramazione della propria tranvia Vercelli-Aranco fu concessa nel 1905 alla provincia di Novara e per essa al cavalier Antonio Boggio. I lavori iniziarono nel 1906 e la linea, realizzata su progetto degli ingegneri Vicari e Chiaves, fu inaugurata il 10 maggio 1908, entrando in servizio il giorno dopo. Il primo orario prevedeva tre coppie di treni, portate a quattro dal marzo 1909, sebbene il traffico prevalente fosse costituito dai treni merci.

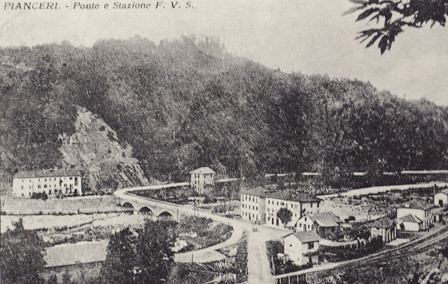
Cartolina di Pianceri

Nei primi anni trenta la linea era percorsa da sei coppie di treni giornaliere, ma la concorrenza degli autotrasporti rendeva i bilanci dell'esercente della linea, la Società Anonima Ferrovia Vallesessera (FVS), con sede a Torino, in passivo.
Alle ore 18 del 3 agosto 1934 due arcate del ponte sul Sesia crollarono per un'alluvione; la linea fu limitata alla tratta da Serravalle a Coggiola, impiegando autobus sostitutivi tra Romagnano Sesia e Serravalle, e infine soppressa il 9 febbraio 1935.
Dopo la seconda guerra mondiale, il ponte sul Sesia fu ricostruito, e la prima tratta della linea riattivata come raccordo ferroviario per la cartiera di Serravalle. Anche quest'ultimo utilizzo cessò nel 1968, quando una nuova alluvione distrusse per la seconda volta il ponte sul Sesia.
Dopo la chiusura della linea, buona parte del sedime ferroviario è stato riutilizzato quale percorso della strada provinciale 71.

## Caratteristiche
La ferrovia era a binario singolo a scartamento ordinario, armata con rotaie Vignoles e si sviluppava per 14,503 km. Il raggio di curvatura era di 250 metri, la pendenza massima del 17 per mille. I convogli potevano toccare una velocità massima di 45 km/h.

### Percorso
|  | Unknown route-map component "STR+l" | Unknown route-map component "CONTfq" |

| Unknown route-map component "HSTeBHF" |

| Unknown route-map component "CONTgq" | Unknown route-map component "xABZgr" |  |

| Unknown route-map component "exhKRZWae" |

| Unknown route-map component "uexSTR+l" | Unused transverse waterway | Unknown route-map component "exmKRZ" | Unknown route-map component "uexCONTfq" |  |

| Unused straight waterway | Unknown route-map component "exKINTaq" | Unknown route-map component "exABZgr" |  |  |

| Unknown route-map component "uexHST" |  | Unknown route-map component "exBHF" |  |  |

| Unknown route-map component "uexSTRl" | Unused transverse waterway | Unknown route-map component "exmKRZ" | Unknown route-map component "uexSTR+r" |  |

|  | Unknown route-map component "exHST" | Unknown route-map component "uexHST" |

| Unknown route-map component "uexCONTgq" | Unknown route-map component "exmKRZ" | Unknown route-map component "uexSTRr" |

| Unknown route-map component "exBHF" |

| Unknown route-map component "exBHF" |

| Unknown route-map component "exHST" |

| Unknown route-map component "exKBHFe" |

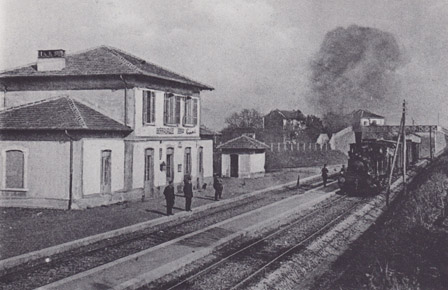
La stazione di Serravalle Sesia nel 1911

Lasciata la stazione di Grignasco, il cui piazzale rimase intatto fino ai primi anni novanta, quando l'Ente Ferrovie dello Stato procedette ai lavori di ammodernamento della ferrovia Novara-Varallo lasciando in opera il solo binario di corsa, la linea della Val Sessera descriveva un'ampia curva verso sud per affrontare il ponte a sei arcate in pietra sul fiume Sesia, principale opera d'arte della linea.
La prima stazione era quella di Serravalle Sesia, raccordata alla locale cartiera, che per le proprie necessità generava fra l'altro il traffico giornaliero di un carro di carbone. Per le manovre erano utilizzati due automotori di costruzione Antonio Badoni Lecco, acquistati nel dopoguerra e utilizzati per l'inoltro nello stabilimento dei carri merci da Grignasco in doppia trazione simmetrica ed in numero di 80 al giorno, fino al crollo di due campate del ponte a seguito dell'alluvione del 2 novembre 1968. Da quel momento, anche la Cartiera si affidò al trasporto su gomma, e tramite esso inoltrò fino agli anni settanta pochi carri merci dalla stazione di Borgosesia.
In tale prima parte del percorso la linea intersecava più volte la tranvia Vercelli-Aranco duplicandone le fermate a Serravalle e a Bornate il cui fabbricato viaggiatori fu in seguito trasformato in abitazione privata.

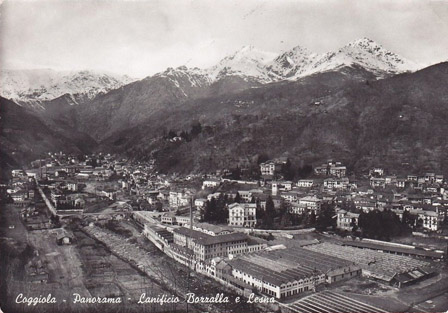
Cartolina di Coggiola; in primo piano a sinistra la stazione

Il binario si inoltrava dunque lungo la val Sessera, a causa della cui orografia si rese necessario lo scavo di quattro gallerie. Nell'ordine, erano servite le località di Crevacuore e Sostegno, servite da una stazione comune il cui fabbricato viaggiatori è divenuto anch'esso abitazione privata, Pianceri e Mosso, a loro volta servite da un impianto comune, e Flecchia, il cui edificio di fermata ospita un bar.
La stazione di Coggiola-Portula, il cui nome derivava dall'ubicazione presso la frazione Granero di Portula, sorgeva presso il ponte sul torrente Sessera d'accesso a Coggiola; erano presenti una rimessa locomotive a due vie e un magazzino merci.

## Materiale rotabile

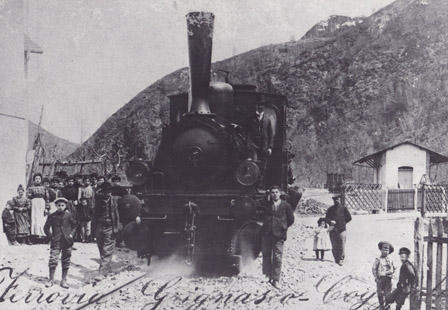
Locomotiva della dotazione originaria, anni dieci

Nel 1931 il parco rotabili originario risultava costituito da tre locomotive a vapore, nove carrozze a due assi, due bagagliai e ventisei carri merci. Le locomotive 1 e 2, accantonate a Coggiola alla chiusura della linea, nel 1946 furono cedute al porto di Savona, dove prestarono servizio sino ai primi anni settanta. L'unità n. 3 fu ceduta alla ferriera Pietra di Omegna, ove prestò servizio per circa 15 anni.
Una quarta unità, di costruzione Henschel come le precedenti, fu consegnata alla SFV nel 1928 e venne ceduta all'Impresa Manovre e Affini (IMA) di Genova; rinumerata dalle FS 830.006, venne infine accantonata e demolita a Novi Ligure.
Le prime due unità, sopravvissute, appartengono al Museo ferroviario piemontese (MFP): la 2 è preservata statica in comodato d'uso presso il museo del tramway di Altavilla Monferrato, l'altra è in corso di restauro funzionale presso le officine del Museo Ferroviario Piemontese (MFP) a Torino  nell'ex stazione della ferrovia Torino-Ceres, in corso Giulio Cesare.
Un'ulteriore locomotiva a vapore risultava in servizio per il traffico diretto alla cartiera di Serravalle. Si trattava di un'unità costruita nel 1893 dalla SLM per la Società Italiana per le Strade Ferrate Meridionali (SFM), che l'aveva impiegata insieme a tre unità gemelle durante i lavori di costruzione della ferrovia Sulmona-Isernia; acquisita nel 1907, prima ancora dell'entrata in servizio della linea della val Sessera, tale unità prestò saltuariamente servizio per una decina d'anni, prima di essere trasferita all'ILVA di Piombino.

### Locomotive a vapore - prospetto di sintesi
| Unità | Anno di acquisizione | Costruttore     | N. di costruzione | Note |
| ----- | -------------------- | --------------- | ----------------- | --- |
| 1     | 1908                 | Henschel & Sohn | 8584              | Ceduta nel 1935 al porto di Savona come EA 11, conservata presso il Museo del Tramway di Altavilla       |
| 2     | 1907                 | Henschel & Sohn | 8585              | Ceduta nel 1935 al porto di Savona come EA 12, in restauro (2018) presso il Museo Ferroviario Piemontese |
| 3     | 1908                 | Henschel & Sohn | 8586              | Ceduta nel 1935 alla ferriera Pietra di Omegna                                                           |
| 4     | 1928                 | Henschel & Sohn | 204339            | Ceduta nel 1935 all'IMA di Genova; poi rinumerata FS 830.006                                             |
|       | 1907                 | SLM             |                   | Usata per le tradotte verso la cartiera; ceduta all'ILVA di Piombino                                     |